# 伊斯科羅斯季
50°54′58″N 28°39′17″E / 50.91611°N 28.65472°E
伊斯科羅斯季（烏克蘭語：Іскорость），是烏克蘭的村落，位於該國北部日托米爾州，由科羅斯堅區負責管轄，始建於1890年，面積1.19平方公里，海拔高度186米，2001年人口282，人口密度每平方公里236.58人。